# 楠木正虎
楠木 正虎（くすのき まさとら）は、戦国時代から安土桃山時代の武士、世尊寺流の書道家。法名は長譜（ちょうあん）と名乗った。式部卿法印、従四位上・河内守。子に楠木正辰。
足利義輝、松永久秀、織田信長、豊臣秀吉に仕えた。

## 生涯
大饗氏の出。生国は備前。のち、伊勢国神戸（現在の三重県鈴鹿市神戸）に住したという（『梶川系図』）。はじめは通称を大饗長左衛門（甚四郎）。『尊卑分脈』所収『橘氏系図』によれば、楠木正成の孫・楠木正秀の子という河内大饗氏の大饗正盛の子孫・大饗隆成の子。
織田家、豊臣家の右筆（書記官）を担当した。正虎は、書を飯尾常房に学んだといわれる（飯尾常房は文明17年（1485年）に没しているので、実際にはその弟子筋の人物に学んだと推測される）。世尊寺流の当代一流の書家であった。
織田信長が羽柴秀吉の妻である高台院に出した古文書があり、これは昭和初期まで信長の直筆とされてきたが、右筆の正虎が書いたものであることが明らかとなった。
正虎は楠木正成の子孫と称したが、正成ら楠木氏が朝敵とされていたために楠木姓を名乗れず、朝廷にその赦免を嘆願した。これには松永久秀による朝廷への取り成しや、将軍・足利義輝の了解もあった。
永禄2年（1559年）11月20日、正虎は正親町天皇より、正成ら楠木氏を赦免する綸旨を受けて、晴れて楠木姓を公言できるようになった（『旧讃岐高松藩士楠氏家蔵文書』）。
天正3年（1575年）には式部卿法印に叙せられ、松井友閑らとともに佐久間信盛の監督官の立場に任じられる。
天正9年（1581年）2月の京都御馬揃えでは、坊主衆の一員としての参加が確認できる（信長公記）。
出身である備前焼の有力窯元であった備前大饗氏とは親しい関係が続き、天正10年（1582年）3月に羽柴秀吉が備前に滞留した際は大饗邸に滞在した。
文禄元年（1592年）からの朝鮮征伐に際しては、肥前国名護屋城において、石田三成の父である石田正継とともに記帳などにあたった。後に従四位上・河内守に任じられた。
文禄5年（1596年）1月11日、死去した。

## 親族
息子に楠木正辰（通称を甚四郎）がいて、冷泉家の娘を妻としていた。正虎父子は冷泉家・山科家と親しかった。
また、宇喜多氏（のち徳川氏）の家臣・楢村玄正は、正虎の子を称している（『楢村系図』）。